# Рябчик каиский
Рябчик каиский (лат. Fritillaria kaiensis) — многолетнее травянистое растение, вид рода Рябчик (Fritillaria) семейства Лилейные (Liliaceae), редкое растение, эндемик Японии.

## Ботаническое описание
Вид имеет маленькие белые шаровидные луковицы с двумя чешуйками. Стебель тонкий и мягкий, высотой 10-20 см. В нижней части расположены 5 супротивных листьев длиной 40-65 мм и шириной 7-13 мм и 3 листа в верхней части длиной 35-60 мм и шириной 3-7 мм. Стебли и листья похожи на рябчик японский.
Цветёт с марта по апрель. Цветок чашевидно-колокольчатый, склонённый вниз с шестью листочков околоцветника длиной 12-15 мм. На внешней поверхности околоцветника есть светло-пурпурно-коричневое пятно, а от основания до кончика внутренней части околоцветника имеется железистое тело. Тычинок 6, они короче листочков околоцветника, пыльники желтовато-белые. Есть 3 завязи, каждый с большим количеством семяпочек, рыльце разделено на 3 камеры. Плоды капсульные, семена имеют узкие крылышки.

Рябчик каиский, префектура Яманаси
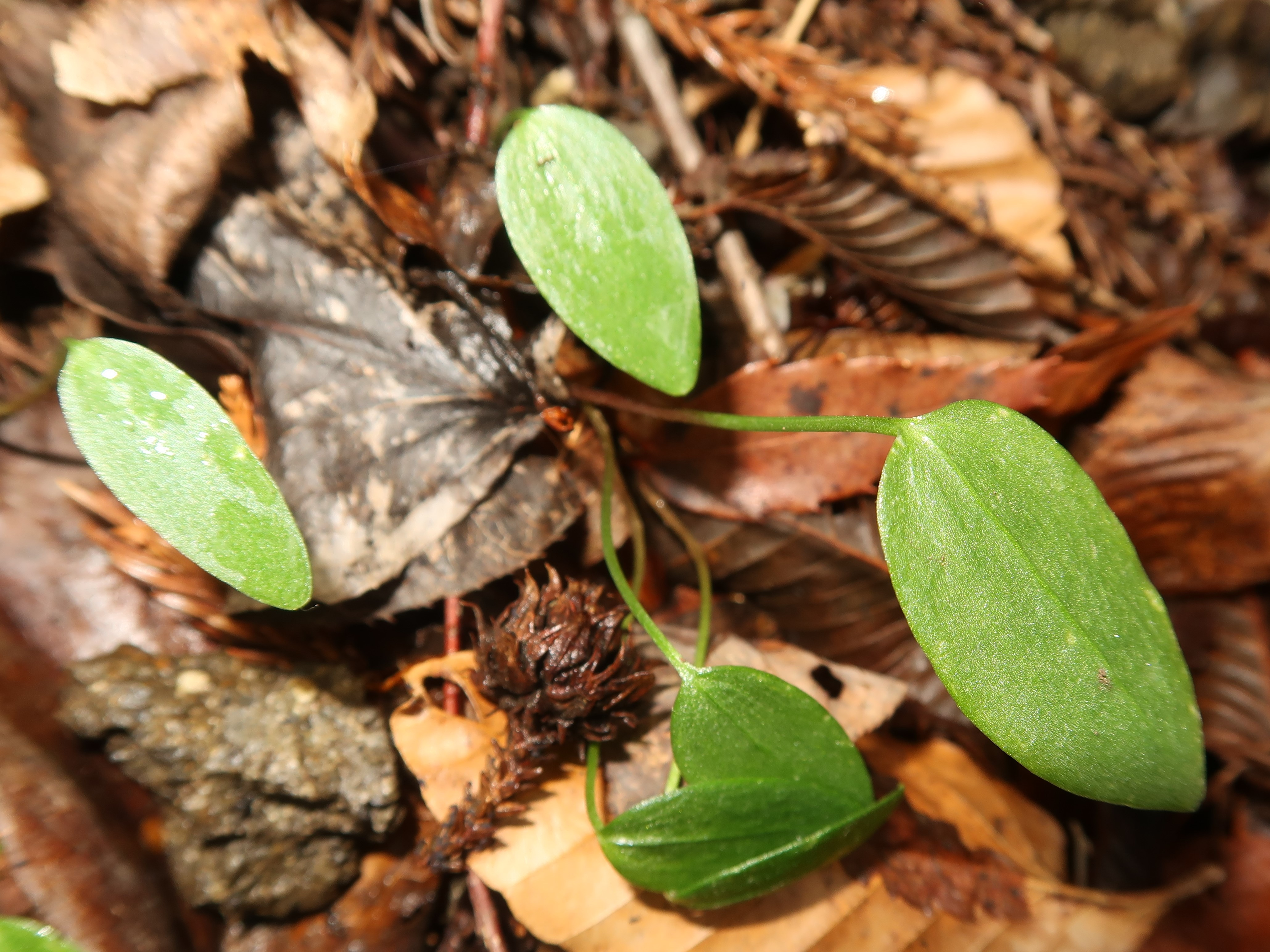
Молодые листья
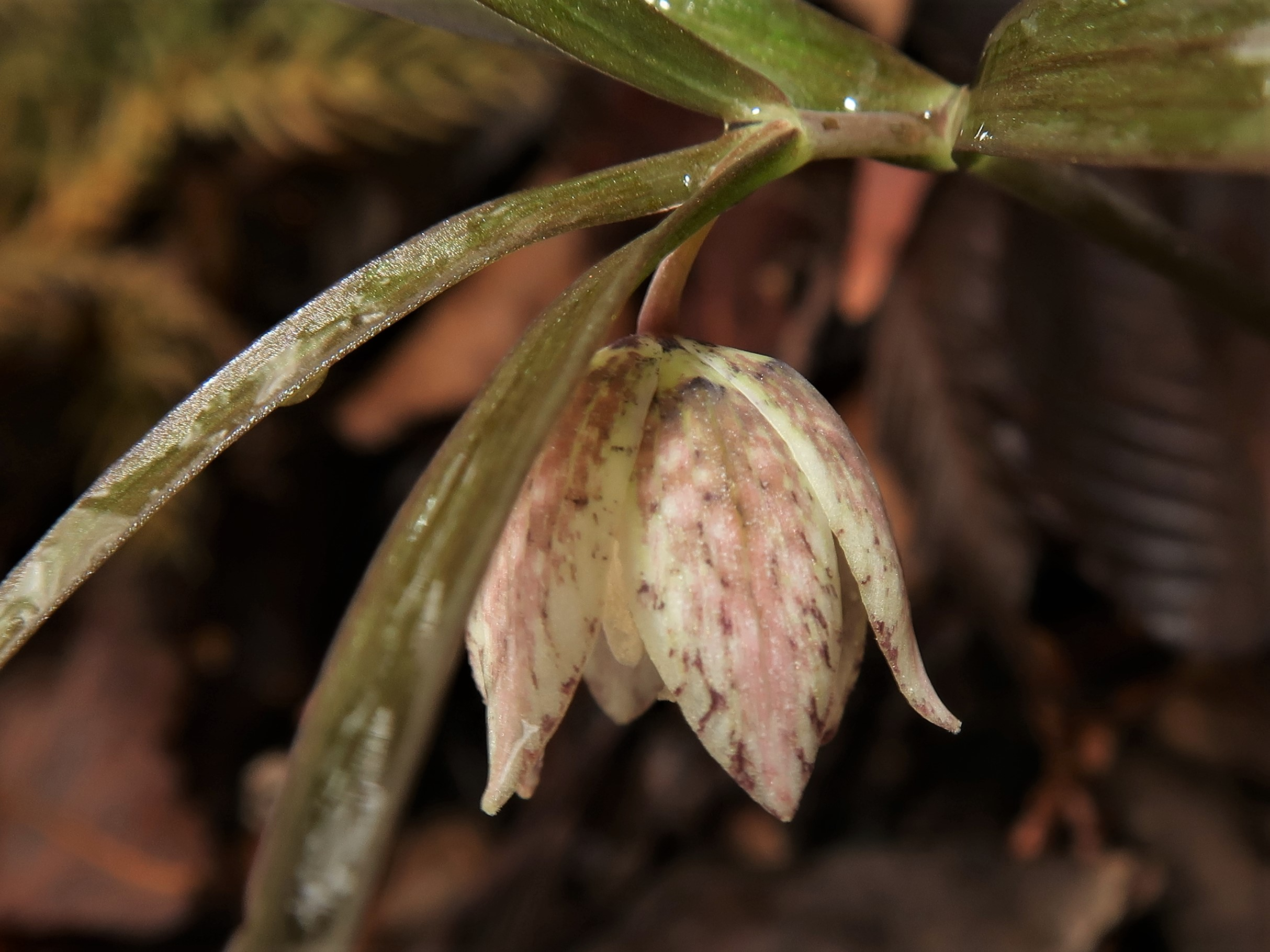
Цветки чашеобразной формы со светлыми пурпурно-коричневыми пятнами на внешней поверхности листочка околоцветника
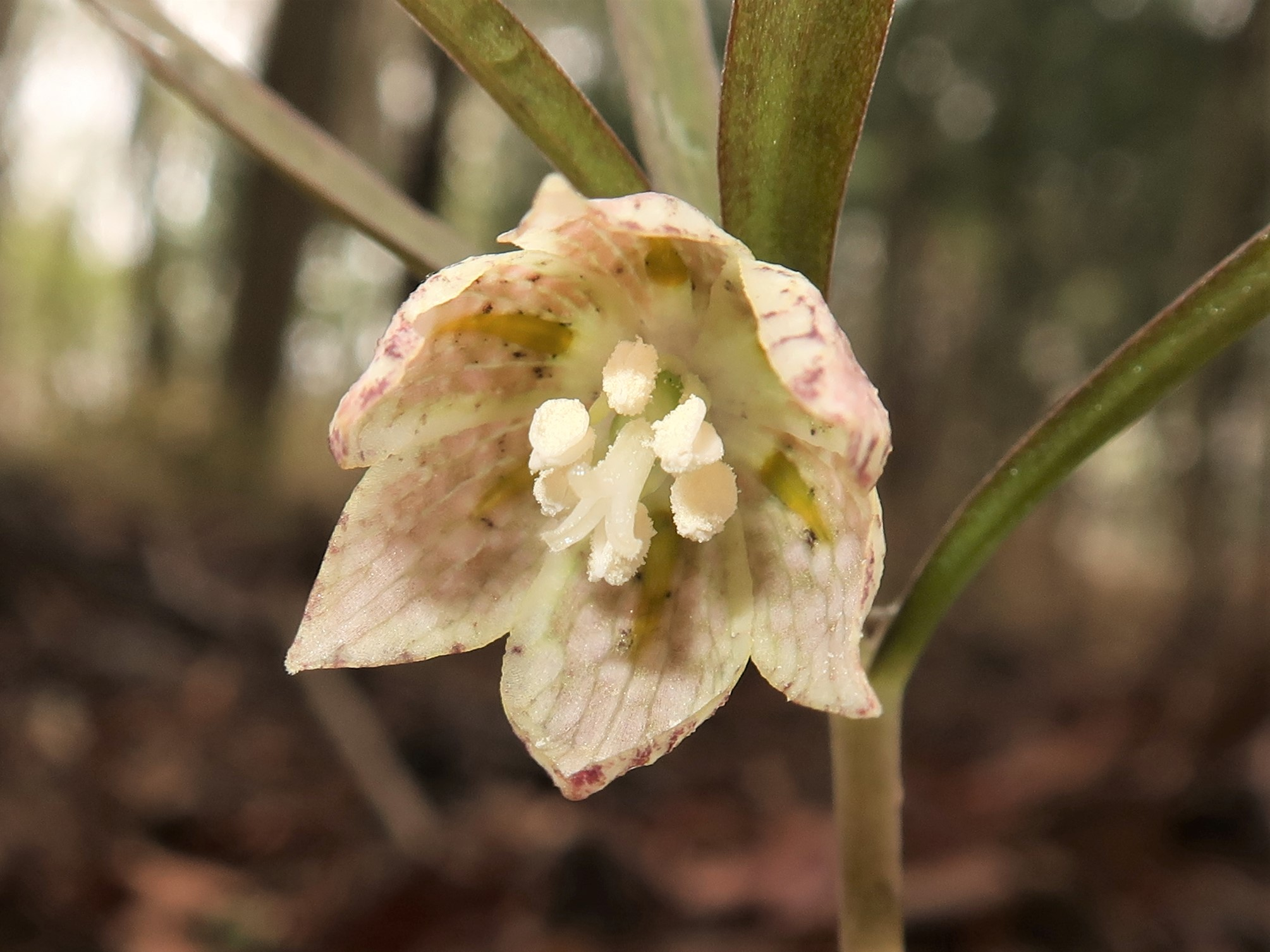
От основания до кончика внутренней стороны листочка околоцветника проходит железистое тело. На нитях или столбиках нет мелких выступов
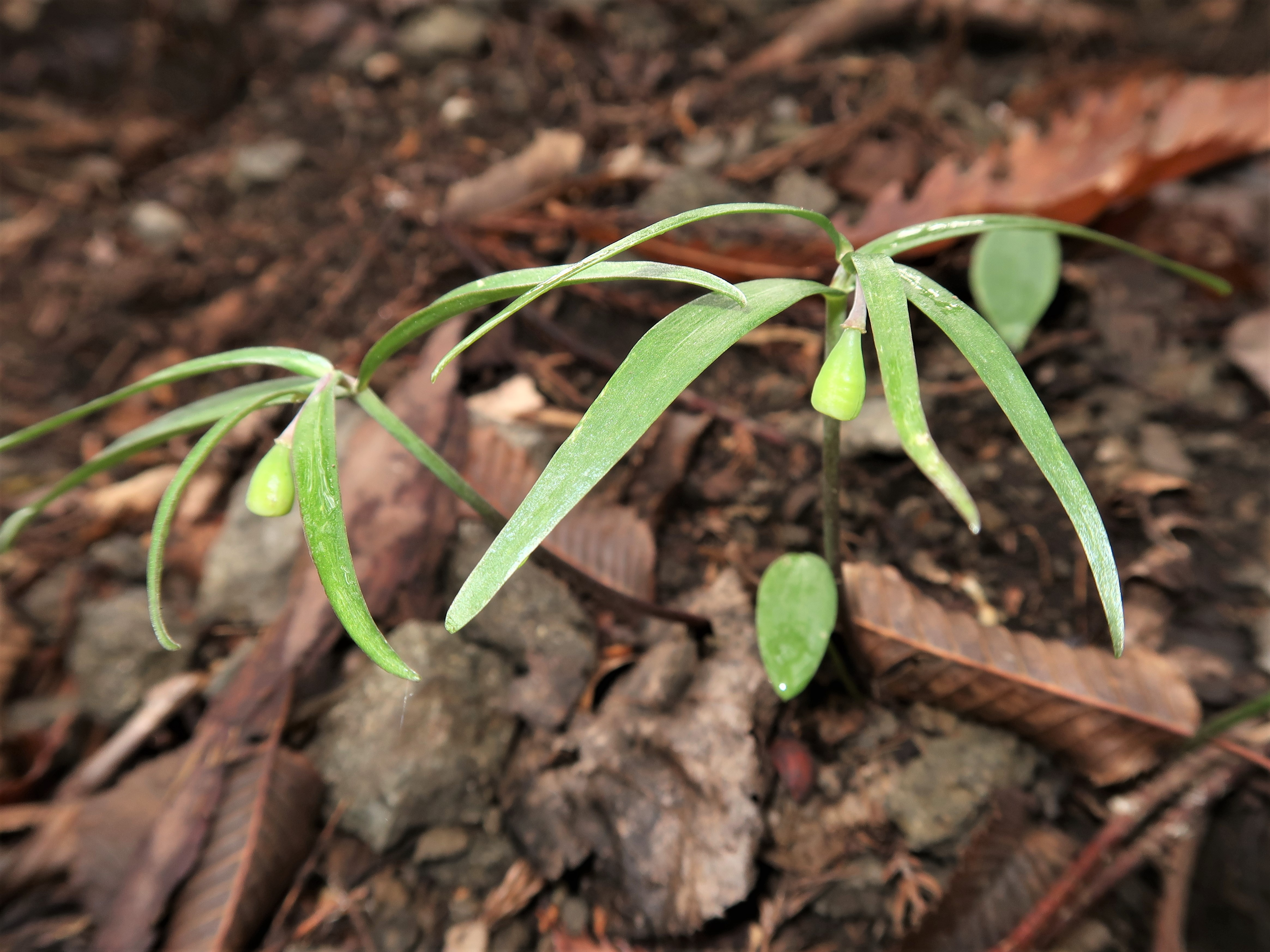
Незрелые плоды

## Распространение и местообитание
Вид является эндемиком Японии. Произрастает вокруг горы Фудзияма вблизи Токио и в префектурах Сидзуока и Яманаси на острове Хонсю. Растёт в лиственных лесах, на опушках листопадных или вечнозелёных лесов. 